# UglyDolls. Куклы с характером
«UglyDolls. Ку́клы с хара́ктером» (англ. UglyDolls) — американо-канадский компьютерно-анимационный комедийный приключенческий музыкальный фильм режиссёра Келли Эсбери и сценариста Элисон Пек, основанный на сюжете Роберта Родригеса, который также является продюсером. Проект основан на одноимённом бренде плюшевых игрушек, основанном Дэвидом Хорватом и Сунмин Ким, и рассказывает о нескольких бракованных игрушках, которые пытаются найти себе хозяев в «Большом Мире», несмотря на свои недостатки. Главных персонажей озвучили Келли Кларксон, Жанель Монэ, Блейк Шелтон, Ванда Сайкс, Габриэль Иглесиас, Ван Лихун, Ник Джонас и Pitbull.
Мультфильм «UglyDolls. Куклы с характером» вышел 3 мая 2019 года в США и 22 августа в России. Это первый анимационный фильм производства STX Entertainment. Картина получила в основном отрицательные отзывы от критиков и собрала $ 32 млн в мировом прокате, а также стала последней режиссёрской работой Келли Эсбери, который умер 26 июня 2020 года от рака желудка.

## Сюжет
Мультфильм начинается с показа фабрики по производству плюшевых игрушек. Игрушки, у которых на контроле качества выявляется брак, отправляют в топку, однако туда они не попадают, а вместо этого оказываются в городке под названием Агливи́лль (англ. Uglyville). Жители этого города называют себя уродливыми куклами, или «аглидо́ллами» (англ. UglyDolls). В этом городе живёт главная героиня мультфильма — кукла по имени Мокси, которая мечтает попасть в «Большой Мир» и найти ребёнка, который будет её любить, несмотря на то, что мэр Агливилля Окс неустанно убеждает её в том, что этим мечтам не суждено стать реальностью. В один из дней Мокси отправляется на поиски Большого Мира по туннелю, через который куклы попадают в Агливилль. Вместе с ней в путь отправляются циничная Вейдж, легкомысленный Зубастер Дог, застенчивый и сообразительный Счастливчик Бэт и мягкосердечный Бабо.
Друзья оказываются в Институте Совершенства (англ. Institute of Perfection), где совершенные куклы перед тем, как попасть в Большой Мир, усердно тренируются. Лу, самовлюблённый и поверхностный глава Института, заявляет Мокси и её друзьям, что они недостойны любви детей, и велит им возвращаться туда, откуда они пришли. Когда Мокси отказывается, Лу всё же позволяет им остаться. Тем не менее он приказывает своим подручным, девушкам-шпионам, узнать больше о том, откуда пришли Мокси с друзьями.
В первый день тренировок уродливые куклы не преуспевают. Мэнди, одна из совершенных кукол, симпатизирует им; у Мэнди слабое зрение, однако она боится носить очки из-за страха, что её признают несовершенной и отправят в топку. Мэнди даёт героям некоторые полезные советы и помогает им выглядеть как совершенные куклы, в основном благодаря соблюдению дресс-кода.
Шпионки похищают Окса и доставляют его Лу, который вынуждает его признаться Мокси, что тот (Окс) изначально знал о существовании Большого Мира, поскольку когда-то тренировался вместе с Лу и почти что смог пройти все испытания. Однако совершенные куклы возненавидели Окса, и Лу отправил его в туннель, утверждая, что по нему бракованный сможет прийти в безопасное место. По дороге Окс увидел топку, где убивали его подобных, и заблокировал проход туда, а там, куда по итогу попадают куклы, основал Агливилль.
Узнав, что они на самом деле отбросы, жители Агливилля впадают в депрессию, и Мокси отказывается от пути к своей мечте. Мэнди, впечатлённая тем, что Мокси подала несовершенным куклам надежду на то, что у них есть шанс, подбадривает подругу и убеждает её не терять веру. Шпионки ловят Мокси и Мэнди и по дороге в Институт встречают Лу, который открыл проход в топку. Он собирается убить Мэнди и Мокси, однако Окс вовремя узнаёт об этом и вместе с другими жителями Агливилля спасает их.
Настаёт день проведения «Куклорубки» (англ. Gauntlet) — финального испытания для совершенных кукол. Его суть заключается в следующем: куклы должны преодолеть различные препятствия в пространстве, симулирующем человеческий дом, и добраться до выхода за отведённое время. Туда приходят все жители Агливилля, а Мокси, Мэнди и ещё несколько уродливых кукол намереваются пройти испытание вместе с совершенными. Лу заявляет, что собирается пойти вместе с ними, надеясь, что уродливые не справятся.
Уже под конец прохождения «Куклорубки» Лу пинает ногой робота-младенца, после чего теряет уважение других кукол. Мокси, вместо того, чтобы бежать к выходу, успокаивает ребёнка, и вместе с ней это делают все, кроме Лу. Система автоматически признаёт, что они прошли испытание, поскольку куклы изначально были созданы, чтобы радовать детей. Лу оказывается единственным, кто не проходит (даже несмотря на то, что уже пересёк финишную черту), и ему приходится признаться в том, что он прототип и что ему запрещено покидать фабрику. Он искренне возмущён тем, что даже Окс и ему подобные имеют право попасть в Большой Мир, а он, «само совершенство», — нет. Лу специально указал Оксу дорогу в топку, надеясь, что там его переработают.
Поняв, что все от него отвернулись, Лу по злобе уничтожает портал в Большой Мир. Куклы ловят Лу и в качестве наказания отправляют его в стиральную машину, однако портал оказывается безвозвратно уничтожен. Уродливые и совершенные куклы вместе создают новый портал, который теперь открыт всегда и, чтобы попасть к ребёнку и обратно, необязательно проходить никакие тренировки. Агливилль и Институт сливаются в единый Город Несовершенства (англ. City of Imperfection), мэром которого является Окс. Мокси наконец проходит через портал и оказывается у своего идеального ребёнка — девочки по имени Мейзи, у которой, как и у Мокси, нет одного из передних зубов.

## Роли озвучивали
| Актёр             | Роль            |
| ----------------- | --------------- |
| Келли Кларксон    | Мокси           |
| Жанель Монэ       | Мэнди           |
| Блейк Шелтон      | Окс             |
| Ванда Сайкс       | Вейдж           |
| Габриэль Иглесиас | Бабо            |
| Ван Лихун         | Счастливчик Бэт |
| Биби Рекса        | Тьюсдей         |
| Charli XCX        | Китти           |
| Лиззо             | Лидия           |
| Ник Джонас        | Лу              |
| Pitbull           | Зубастер Дог    |

| Актёр           | Роль                                   |
| --------------- | -------------------------------------- |
| Ice-T           | Пегги                                  |
| Эмма Робертс    | Уэджхэд                                |
| Келли Эсбери    | Абракотябра / Оливер / повар / Пуговка |
| Джейн Линч      | Сканер                                 |
| Натали Мартинес | Меган                                  |
| Роб Риггл       | Робот                                  |
| Афи Экулона     | Трей                                   |
| Жак Колимон     | Спорко                                 |

## Производство
В мае 2011 года появилась информация о том, что кинокомпания Illumination приобрела права на создание анимационного фильма об игрушках бренда Uglydoll с необычной внешностью. Крис Меледандри встал у руля продюсирования картины, обязанность по написанию сценария взял на себя Ларри Стаки. Создатели оригинальных персонажей Дэвид Хорват и Сунмин Ким стали исполнительными продюсерами ленты. В июле 2013 года появилась информация о том, что студия Illumination отказалась от реализации данного проекта. Четыре года спустя, в 2015-м, издание Variety сделало официальное заявление, что мультфильм станет первым проектом нового подразделения STX Entertainment «family and animation» («семья и анимация»). 28 марта 2017 года Роберт Родригес присоединился к проекту в качестве режиссера, сценариста и продюсера. Тогда же была объявлена дата выхода мультфильма в США — 10 мая 2019 года. За анимацию мультфильма отвечала студия Reel FX Creative Studios.
В марте 2018 года стало известно, что рэпер Pitbull озвучит одного из персонажей в мультфильме, а также напишет к нему оригинальную песню. В мае 2018 года на должность режиссера проекта был нанят Келли Эсбери. В июле певица Келли Кларксон присоединилась к проекту, чтобы озвучить персонажа Мокси и также написать оригинальную песню к мультфильму. В августе 2018 года Ник Джонас также согласился написать песню к мультфильму и озвучить одного из персонажей. В сентябре актеры-комики Ванда Сайкс и Габриэль Иглесиас присоединились к проекту. 20 сентября стало известно, что кантри-певец Блейк Шелтон озвучит в мультфильме персонажа по имени Окс и исполнит оригинальную песню. В октябре 2018 года к актёрскому составу присоединились Ван Лихун, Жанель Монэ и Эмма Робертс.

## Музыка
В мультфильме звучат оригинальные песни в исполнении Келли Кларксон, Ника Джонаса, Блейка Шелтона, Жанель Монэ, Биби Рексы, Pentatonix, Анитты и Why Don’t We. Композиции написаны Кристофером Леннерцем, а песни — Леннерцем и Гленном Слейтером. Альбом с саундтреком выпустил лейбл Atlantic Records.
Песня Кларксон «Broken & Beautiful», являющаяся ведущим синглом с альбома, была выпущена 27 марта 2019 года. Бразильская певица Анитта также выпустила оригинальную песню под названием «Ugly» для англоязычной версии саундтрека. Также существуют версии песни на испанском и португальском языках. Данные версии были выпущены до релиза мультфильма и не включены в саундтрек для тех стран.

## Релиз

### Кинопрокат
Изначально мультфильм должен был выйти в прокат США 10 мая 2019 года, но позднее был перенесён на 3 мая во избежание конкуренции с фильмом «Покемон. Детектив Пикачу». В России премьера состоялась 22 августа.
STX потратила на рекламную кампанию мультфильма приблизительно $ 40 млн.

### Релиз на носителях
«UglyDolls. Куклы с характером» вышли на цифровых платформах 16 июля 2019 года, а на DVD и Blu-ray — 30 июля.

### Сопутствующая продукция
Компания Outright Games выпустила для различных платформ видеоигру по мотивам мультфильма под названием Ugly Dolls: An Imperfect Adventure. Для продвижения мультфильма компания Hasbro выпустила различные рекламные товары, такие как плюшевые игрушки, игровые наборы и вязаные сумки.

## Приём

### Кассовые сборы
«UglyDolls. Куклы с характером» собрали $20,2 млн в США и Канаде и $11,2 млн на территории других стран, в общей сложности собрав $31,4 млн по всему миру.
В США и Канаде «UglyDolls. Куклы с характером» вышли в прокат в один день с фильмами «Незваный гость» и «Та ещё парочка» и, согласно прогнозам, мультфильм должен был собрать $12–14 млн в 3652 кинотеатрах в свой дебютный уикенд. В первый день мультфильм собрал $2,5 млн с учётом $300 000, заработанных в четверг. В конце первой недели проект оказался на четвёртом месте бокс-офиса, собрав всего $8,6 млн. Во второй уикенд сборы упали на 51,8 % и составили $4,1 млн, из-за чего мультфильм оказался уже на седьмом месте.

### Отзывы
На сайте-агрегаторе рецензий Rotten Tomatoes мультфильм имеет рейтинг 29 % на основе 89 отзывов со средней оценкой 4,4 / 10. Консенсус сайта гласит: «„UglyDolls. Куклы с характером“ в состоянии развлечь очень маленьких зрителей — но только из-за меньшей вероятности, что они распознают множество знакомых приёмов в этой позитивной, но шаблонной истории». На Metacriticсредневзвешенная оценка мультфильма составляет 39 баллов из 100 на основе 20 рецензий, что соответствует критерию «в целом отрицательные отзывы». Зрители, опрошенные для CinemaScore, дали мультфильму среднюю оценку «B+» по шкале от A+ до F, а PostTrak поставил 2,5 звезды из 5, причём 51 % оценивших сказали, что порекомендовали бы его к просмотру.
Журналист Variety Оуэн Глейберман оставил положительный отзыв: «та искренность, с которой в „UglyDolls. Куклах с характером“ безупречная согласованность сталкивается с нескладной душой, трогает — и, да, подаёт мораль — именно так, как нужно». Джесси Хассенгер из The A.V. Club дал мультфильму оценку «C—» и написал следующее: «Как и их предшественники-тролли, „Куклы с характером“ сочетают в себе неувядающую милоту с недостатком актуальности».

### Награды и номинации
«Куклы с характером» получили премию ReFrame Stamp путём включения в список «100 самых кассовых полнометражных фильмов» за вовлечение женщин в работу как минимум на четырёх из восьми ведущих должностей при производстве. Песня «Broken & Beautiful» была номинирована на премию Teen Choice Awards 2019 в категории «Выбор песни из фильма».

## Комментарии
1. ↑  Дословный перевод оригинального названия (англ. UglyDolls) — «Уро́дливые ку́клы», однако в российском и украинском прокате мультфильм вышел под названием «UglyDolls. Ку́клы с хара́ктером».